# 彭國柱
彭國柱（英語：Vincent Pang，1983年8月29日—），香港新聞從業員，曾任無綫新聞港聞/中國組記者。
彭國柱於2005年暑假開始到無綫新聞部實習，其後留任當採訪記者至2015年，2013年晉升為高級記者；離開無綫新聞部前主要負責採訪兩岸新聞及為早上及中午新聞提要主播，他曾是駐廣州和北京的記者之一。2012年5月26日起開始兼任午間新聞主播。年2022年起與家人定居英國。

## 生活
彭國柱曾就讀於馬頭涌官立下午小學和基督教女青年會丘佐榮中學，2006年畢業於香港樹仁學院（香港樹仁大學前身）新聞與傳播學系。2013年12月14日，他與任職空中服務員的女友結婚，2020年10月中榮升父親。

## 重點新聞
- 2006年12月19日，行政會議公佈香港樹仁學院正名為大學當日，彭國柱回到母校進行採訪
- 2007年3月於新疆報導風速劇烈導致列車出軌意外
- 2008年1月，協助蘇敬恆與柳俊江於廣州火車站，報導雪災導致鐵路班次受到嚴重延誤，數十萬名旅客滯留於火車站數日等候班次消息
- 2008年4月，彭國柱於山東現場報導2008年膠濟鐵路列車相撞事故
- 2008年5月14日趕赴汶川報導汶川大地震最新消息

## 軼事
- 2008年3月27日彭國柱在大嶼山附近海域的船上現場報道沉船事故時，由於海浪急湧導致訊號非常不穩，控制室立刻轉回香港早晨直播室，亦因出錯而直播了財經主播龔偉怡食餅的畫面，成為一時笑話。同時有網友直指訊號故障只是電視台的解釋，彭國柱於直播時是被誤會在笑，但經柳俊江證實是暈船浪。其後電視台立即中斷直播片段。
- 於無綫劇集《造王者》中，石修飾演的角色（一謀朝篡位者）與其同名同姓，之後令其人氣急升。[4]

## 外部連結
- 彭國柱的新浪微博
- 彭國柱於直播時在笑或者嘔吐錯覺畫面 （页面存档备份，存于）
- (TVB) 新聞報道 新疆列車出軌 - 彭國柱 2007.03.01
- 無綫新聞記者對四川地震的感想 （页面存档备份，存于）
- 無線晚間新聞20080705 - 貴州李樹芬家人指被人利用
- 2008年6月18日六點半新聞報道 - 聖火新疆傳遞時當地中斷網絡服務